# Penitentiary III
Penitentiary III (br: Penitenciária 3) é um filme produzido nos Estados Unidos em 1987 escrito e dirigido por Jamaa Fanaka.

## Sinopse
Último filme da trilogia, no qual lutador é preso por matar adversário no ringue, mas na prisão continua sua vida de lutas.

## Elenco
- Leon Isaac Kennedy ... Too Sweet
- Anthony Geary ... Serenghetti
- Rick Zumwalt ... Joshua
- Danny Trejo ... See Veer